# Linaria debilis
Linaria debilis är en grobladsväxtart som beskrevs av Kuprian.. Linaria debilis ingår i släktet sporrar, och familjen grobladsväxter. Inga underarter finns listade i Catalogue of Life.